# 9 мм Aupo
9 mm Аupo — італійський безгільзовий патрон, вироблений для використання в пістолеті-кулеметі Benelli Armi. 

## Історія
Розробка безгільзового патрона для пістолета-кулемета Benelli CB-M2 велася у 1980-х роках силами конструкторів фірми Fiocchi. Патрон нової конструкції мав замінити патрони 9×19 мм Парабелум і 9 мм Auto. Італійські конструктори підійшли до питання створення безгільзових патронів інакше, аніж їхні німецькі колеги. Основними перешкодами на створенні таких патронів вважаються їхня крихкість, а також низька жаро- і вологостійкість.